# 小沃洛相卡
49°14′15″N 23°1′6″E / 49.23750°N 23.01833°E
小沃洛相卡（烏克蘭語：Мала Волосянка），是烏克蘭西部的村莊，隸屬利維夫州的桑比爾區。該村始建於1742年，面積1.5平方公里，海拔高度576米，2001年人口346，人口密度每平方公里692人。